# بو سونغ لينغ
بو سونغ ـ لينغ (بالصينية: 蒲松齡) (و.1640- 1715) كاتب وشاعر صيني، من عهد سلالة تشينغ (1644-1911)، آخر سلالة إمبراطورية حاكمة في تاريخ الصين، من أهم مؤلفاته «حكايات لياو تشاي».

## نشأته
وُلد في مدينة بوجياتشيوانغ تسيتشيوان (تُعرف اليوم بمدينة زيبو) بمقاطعة شاندونغ، شمال شرق الصين، أحب الأدب منذ شبابه، وكان محبا للمطالعة والكتابة.عاش حياته في فقر مما ساعده على فهم هموم الفقراء ومعاناتهم.

## أعماله
له في الإنتاج الأدبي 6 مؤلفات شعرية و4 مؤلفات نثرية، وتعتبر «حكايات لياو تشاي» من أهم مؤلفاته، وهي مجموعة قصص خيالية قصيرة بلغ عددها 431 حكاية، وهي تدور حول الأساطير الشعبية والحكايات الفلكلورية، ويدور موضوع المجموعة الرئيسي حول التقمص والأشباح، التي عرضها الكاتب بأسلوب التشويق والغرابة، مما أدى إلى انتشارالحكايات في كامل الصين. وكلمة «لياو تشاي» باللغة الصينية تعني ملتقى أو مقهى شاي مؤقت، حيث كان يجلس أمام بيته ويقدم الشاي للمارين ممن شهدوا أوسمعو أو عرفوا قصصا غريبة من قصص الأشباح والخيال والجن والعفاريت مقابل حكاية، وقضى 20عاما في جمع حكاياته التي نشرت عام 1766 في 16 كتابا، أي بعد وفاته حيث بقي فنه مجهولا حتى وفاته، وقد قدم حكاياته بلغة تقليدية بسيطة، حتى أنها كانت تستعمل ممن كان يتعلم اللغة الصينية من الغربيين.
تناول في كل حكاية من تلك الحكايات درسا أخلاقيا نقديا، عبر من خلاله، وبطريقة غير مباشرة، عن كرهه لنظام حكم سلالة تشينغ، حيث كانت الرقابة شديدة على المطبوعات خاصة. وتتمتع تلك الحكايات اليوم بأهمية كبيرة بقدر ما كانت تتمتع به منذ 300 سنة بسبب أسلوب الكاتب الذي اعتمد في طرح أفكاره على الجمع بين الخيال والأهداف التي كتبت من أجلها. وتعتبر هذه الحكايات عملا مهما في تاريخ الأدب الصيني، حيث ترجمت إلى أكثر من 20 لغة أجنبية وانتشرت في أنحاء العالم، كما تم تحويل بعض القصص إلى أعمال سينمائية وتلفزيونية. وبعد هذه السلسلة كتب بو سونغ باللغة العامية رواية بلغ عدد كلماتها نحو مليون كلمة، تناول فيها مشكلة الزواج التعيس في المجتمع الصيني، وتعد أطول رواية في المدرسة الصينية النثرية القديمة.

## روابط خارجية
- بو سونغ لينغ على موقع IMDb (الإنجليزية)
- بو سونغ لينغ على موقع الموسوعة البريطانية (الإنجليزية)
- بو سونغ لينغ على موقع ميوزك برينز (الإنجليزية)
- بو سونغ لينغ على موقع قاعدة بيانات الفيلم (الإنجليزية)